# Теняєвська сільська рада
Теня́євська сільська рада (рос. Теняевский сельский совет) — муніципальне утворення у складі Федоровського району Башкортостану, Росія. Адміністративний центр — село Теняєво.

## Населення
Населення — 550 осіб (2019, 643 в 2010, 673 в 2002).

## Склад
До складу поселення входять такі населені пункти:
| Населений пункт            | Населення, осіб (2002) | Населення, осіб (2010) |
| -------------------------- | ---------------------- | ---------------------- |
| Айтуган-Дурасово, присілок | 54                     | 38                     |
| Верхня Мітюковка, хутір    | 7                      | 3                      |
| Казанка, присілок          | 13                     | 2                      |
| Орловка, присілок          | 155                    | 152                    |
| Сашино, присілок           | 4                      | 2                      |
| Теняєво, село              | 438                    | 446                    |